# Partia Lëvizja e Legalitetit
Die Partia Lëvizja e Legalitetit (dt.: Partei der Legalitätsbewegung; Akronym: PLL) ist eine albanische Partei, die 1924 gegründet wurde und sich ideologisch dem Sozialkonservativismus und Monarchismus zuschreibt und rechts im politischen Spektrum steht.